# Cox-Halbinsel
Die Cox-Halbinsel (englisch Cox Peninsula) ist eine australische Halbinsel im Northern Territory. Im Osten liegt die Bucht von Port Darwin und am gegenüberliegenden Ufer die Stadt Darwin.
Die Halbinsel trägt den Namen des Viehzüchters Matthew Dillon Cox, der 1869, kurz nach der Gründung der Stadt Darwin als Palmerston, sich um die Pacht für die Halbinsel bewarb. Allerdings kam es nie zu dem Pachtvertrag, da Cox starb, bevor er dort die Bedingungen für die Viehzucht schaffen konnte.
2016 lebten im State Suburb Cox Peninsula 15 Menschen. Ebenfalls auf der Halbinsel liegen die Regierungsbezirke Belyuen Shire und Wagait Shire (bis 2008 Cox Peninsula Community Government Council) mit 175, beziehungsweise 519 Einwohnern.